# André Henry
André Armand Henry (* 15. Oktober 1934 in Fontenoy-le-Château, Département Vosges) ist ein französischer  Lehrer, Gewerkschaftsfunktionär und Politiker der Parti socialiste, der unter anderem von 1981 bis 1983 Minister für Freizeit war.

## Leben
André Henry absolvierte ein Studium an der École normale d’instituteurs in Mirecourt, einer Schule zur Ausbildung von Grundschullehrern, und war daraufhin seit 1956, mit Unterbrechung durch den Militärdienst, als Grundschullehrer in Fontenoy-le-Château tätig. Er engagierte sich in der Lehrergewerkschaft SNI (Syndicat national des instituteurs) sowie im Dachverband der Bildungsgewerkschaften FEN (Fédération de l’Éducation nationale). Er hatte verschiedene Positionen in diesen Organisationen inne und war zwischen 1974 und 1981 Nationalsekretär des SNI sowie zugleich Generalsekretär der FEN.
Henry, der 1974 der Sozialistischen Partei PS (Parti socialiste) als Mitglied beitrat, wurde am 21. Mai 1981 Freizeitminister (Ministre du Temps libre) im ersten Kabinett Mauroy und bekleidete dieses Amt vom 22. Juni 1981 bis 22. März 1983 auch im zweiten Kabinett Mauroy, woraufhin dessen bisherige Beigeordnete Ministerin für Jugend und Sport Edwige Avice als Ministre déléguée au Temps libre, à la Jeunesse et aux Sports dessen Nachfolgerin – allerdings nicht mehr im Range einer Ministerin – wurde. Er engagierte sich von 1983 bis 1984 als Mitglied des Gemeinderates von Épinal, der Hauptstadt des Département Vosges, auch in der Kommunalpolitik. Nach seinem Ausscheiden aus der Regierung fungierte er unter anderem zwischen 1984 und 1988 als Präsident des Nationalen Energiefonds (Caisse nationale de l’énergie) und von 1989 bis 1995 als Generalinspektor der Bildungsverwaltung (Administration de l’Éducation nationale), ehe er 1995 in den Ruhestand trat. 1990 wurde er Vizepräsident der Kultur- und Bildungsorganisation Mission laïque française, ein 1901 von Pierre Deschamps gegründeter gemeinnütziger Verein, dessen Ziel die Verbreitung der französischen Sprache und Kultur in der ganzen Welt durch säkulare, mehrsprachige und interkulturelle Bildung ist. Zuletzt war er zwischen 2001 und 2006 Vorsitzender des Vereins ALEFPA, der sich mit Bildung, Ausbildung und Prävention beschäftigt.
Für seine langjährigen Verdienste wurde André Henry 1984 Kommandeur des Ordre national du Mérite, 1986 Ritter der Ehrenlegion sowie 1989 Ritter des Ordre des Palmes Académiques.

## Veröffentlichungen
- Dame l’école, Éditions Ramsey, 1975
- Serviteurs d’idéal, Éditions Instant, 1987
- Conquérir l’avenir, Éditions CIE, 1992
- Le ministre qui voulait changer la vie, Éditions Corsaire, 1996
- Au temps de la force tranquille. La Fédération de l’éducation nationale et la gauche au pouvoir, Mitautoren Jacques Pommatau, Guy PutfinOURS, 2011

## Weblink
- Claude Viera: HENRY André, Armand. Le Maitron Dictionnaire biographique, mouvement ouvrier, mouvement social, abgerufen am 25. März 2025 (französisch).